# Dysdera longimandibularis
Dysdera longimandibularis är en spindelart som beskrevs av Josef Nosek 1905. Dysdera longimandibularis ingår i släktet Dysdera och familjen ringögonspindlar. Inga underarter finns listade i Catalogue of Life.